# Самша-1
Самша-1 — деревня в Весьегонском муниципальном округе Тверской области.

## География
Деревня находится в северо-восточной части Тверской области на расстоянии приблизительно 6 км на юг-юго-запад по прямой от районного центра города Весьегонск на правом берегу речки Кесьма.

## История
Самша упоминалась в 1585 году как пустошь. Появилась как хутор в начале XX века.
Дворов 5 (1926 год), 63 (1963), 16 (1993), 10 (2008). До 2019 года входила в состав Ивановского сельского поселения до упразднения последнего.

## Население
Численность населения: 18 (1926), 111 (1963), 23 (1993), 30 (русские 94 %) в 2002 году, 14 в 2010.